# 2020년 김정은 사망설 논란
2020년 김정은 사망설 논란은 2020년 4월, 조선민주주의인민공화국의 중요 행사에 김정은 국무위원장이 불참하자 생긴 논란이었다.

## 사망설
2020년 4월 14일, 원산에서 태양절 기념 미사일 발사를 했으나 김정은이 불참했다는 사실이 밝혀졌다. 이런 미사일 발사에는 항상 김정은과 김여정이 참석한 점에서 이례적인 일이라 볼 수 있다. 김정은 위원장이 지난 14일 원산에서 멀지 않는 선덕비행장에서 미사일 시험발사를 했는데 그때 참관 중 다쳐서 태양절 참배에 불참했다는 관측도 나오고 있다.
4월 15일, 김정은 국무위원장이 김일성 주석 생일인 태양절에 금수산태양궁전을 참배하지 않았다. 집권 후 매년 참석하던 행사에 불참하자 건강 이상설이 제기됐다.
4월 15일, 4월 중순부터 김정은이 친필로 서명한 '1호 제의서(김정은 친필 메모)'가 조선로동당과 산하 기관에 하달되지 않고 있다. 조선민주주의인민공화국은 김정일 때부터 최고지도자가 보내는 '친필 메모'를 다른 공식 서류보다 앞서 처리한다. 인쇄된 결재서류에 결재를 하고, 친필로 추가로 메모를 좀 더 적는다.
4월 20일, 조선민주주의인민공화국 전문매체 데일리NK는 "김정은이 지난 12일 평안북도 묘향산 지구 내에 위치한 김씨 일가의 전용병원인 향산 진료소에서 심혈관 시술을 받고 인근 향산특각에 머물러 치료를 받고 있다"고 현지 소식통을 인용해 보도했다.
4월 22일, 웨이보와 트위터 등에는 "쑹타오 중국 대외연락부장이 베이징 푸와이 병원과 인민해방군 병원 전문가들을 데리고 평양에 급파됐다"는 글이 올라왔다. 정보의 출처는 없었다.
4월 24일, 로이터통신은 중국 공산당 대외연락부의 고위 관리가 이끄는 대표단이 지난 23일 베이징을 출발해 조선민주주의인민공화국으로 향했다고 전했다.
4월 25일, 조선로동당 39호실의 고위간부 출신으로 현재 미국에서 망명 생활을 하고 있는 리정호 씨는 "14일 이뤄진 조선민주주의인민공화국의 단거리 지대함 순항미사일 시험발사는 최고사령관 김정은의 명령 없이는 할 수 없는 타격 훈련"이라며 "따라서 그날 오전 7시 시험발사 때까지는 김정은이 건재해 있었다고 봐야 한다"고 분석했다. 이어 "그런데도 김정은의 훈련 참관 보도가 나오지 않고, 계속 공개하던 미사일 발사 장면과 전투기 훈련을 공개하지 못한 것은 화염과 파편으로 인해 예상치 못했던 돌발사고가 발생했을 가능성을 의심하게 한다"고 주장했다. 최고지도자의 승인 없이는 로동신문이나 조선중앙텔레비죤에서 미사일 발사 장면을 보도할 수 없는 조선민주주의인민공화국 정치체제의 특성을 감안할 때 김 위원장이 미사일 발사 직후 심각한 상태에 빠졌을 가능성이 있다는 분석이다.
4월 26일, 아사히 신문은 쑹타오 중국공산당 중앙위원회 대외연락부 부장(장관급)이 중국 최고수준의 의료기관인 301병원(인민해방군 총의원) 의료진 50명과 함께 23일 이전에 방북했다고 보도했다. 베이징에서는 22일에 이미 방북설의 소문이 퍼졌다. 301병원은 중국 공산당 최고위 간부들을 위한 최고 수준의 병원이다. 언론에서는 쑹타오에 비중을 실었다. 쑹타오는 중국 공산당의 대외협력을 총괄하는 고위인사로 북중 관계의 핵심 인물이다. 즉, 중국에서 조선민주주의인민공화국과의 외교는 쑹타오가 최고 책임자다. 그가 직접 방북한 점은 매우 심각한 사태를 반증한다는 분석이다.
4월 26일, 미국 일간 워싱턴포스트(WP)의 애나 파이필드 WP베이징 지국장은 "평양 주민들이 쌀·술·생선 통조림부터 전자제품까지 사재기하고 있다"고 전했다.

## 생존설
2020년 4월 21일, 김정은 국무위원장의 중태설과 관련해 중국공산당 중앙위원회 대외연락부 관계자는 김 위원장이 현재 위독하지 않은 것으로 안다고 말했다고 로이터통신이 보도했다.
4월 26일, 문재인 대통령 통일외교안보특보는 최근 건강이상설이 불거진 김정은 국무위원장에 대해 "그는 살아있고 건재하다(alive and well)"고 말했다. 문 특보는 26일 미국 폭스뉴스와의 인터뷰에서 "김 위원장은 13일부터 (강원도) 원산에서 머물고 있다"며 이같이 밝혔다. 이어 "우리 정부의 입장은 확고하다. 지금까지 의심스러운 움직임은 감지되지 않았다"라고 선을 그었다.
4월 27일, 정세현 민주평화통일자문회의 수석부의장(전 통일부 장관)이 김정은 국무위원장 건강 이상설에 대해 "남북 관계가 잘못되기를 바라는, 저주하는 사람들의 주술적인 주문(呪文)"이라며 "김정은 이상설은 추측에 불과하다"고 말했다.
4월 27일, CBS라디오 '김현정의 뉴스쇼'에 출연한 주성하 동아일보 기자(탈북민 출신 기자)는 김 위원장 건강에 이상이 없을 것이라고 주장했다. "다만 큰 문제는 없더라도 시술 등이 필요한 수술을 받은 것은 맞는 것 같다"며 "20일 중국 의료진이 쑹타오 중국 공산당 대외연락부장 인솔 하에 조선민주주의인민공화국에 간 것은 맞다. 그러나 왜 갔는지 설명하는 건 현 상태에서 불가능"이라고 전했다.
4월 29일, 미국의 조선민주주의인민공화국 전문매체인 38노스는 김 위원장 전용 추정 열차가 이날 촬영한 위성사진에서 원산의 김 위원장 일가 전용 기차역에 정차돼 있다고 밝혔다. 38노스는 지난 15일 위성사진에 없던 이 열차가 21일과 23일 사진에서 모두 관측됐다며 김 위원장의 원산 체류 관측에 힘을 실었다.
쑹타오가 방북했다는 것은 출처가 없는 가짜뉴스라고 반박하는 보도도 있다. 쑹타오가 그렇게 중요한 인물이다.
5월 1일, 20여일동안 모습을 드러내지 않아 '사망설'과 '중병설' 등 온갖 억측이 나돌았던 김정은 국무위원장이 20일 만에 공개활동을 재개하며 건재함을 과시했다. 조선중앙방송은 2일 김 위원장이 로동절(5·1절)이었던 전날 평안남도 순천인비료공장 준공식에 참석했다고 보도했다.

## 미국

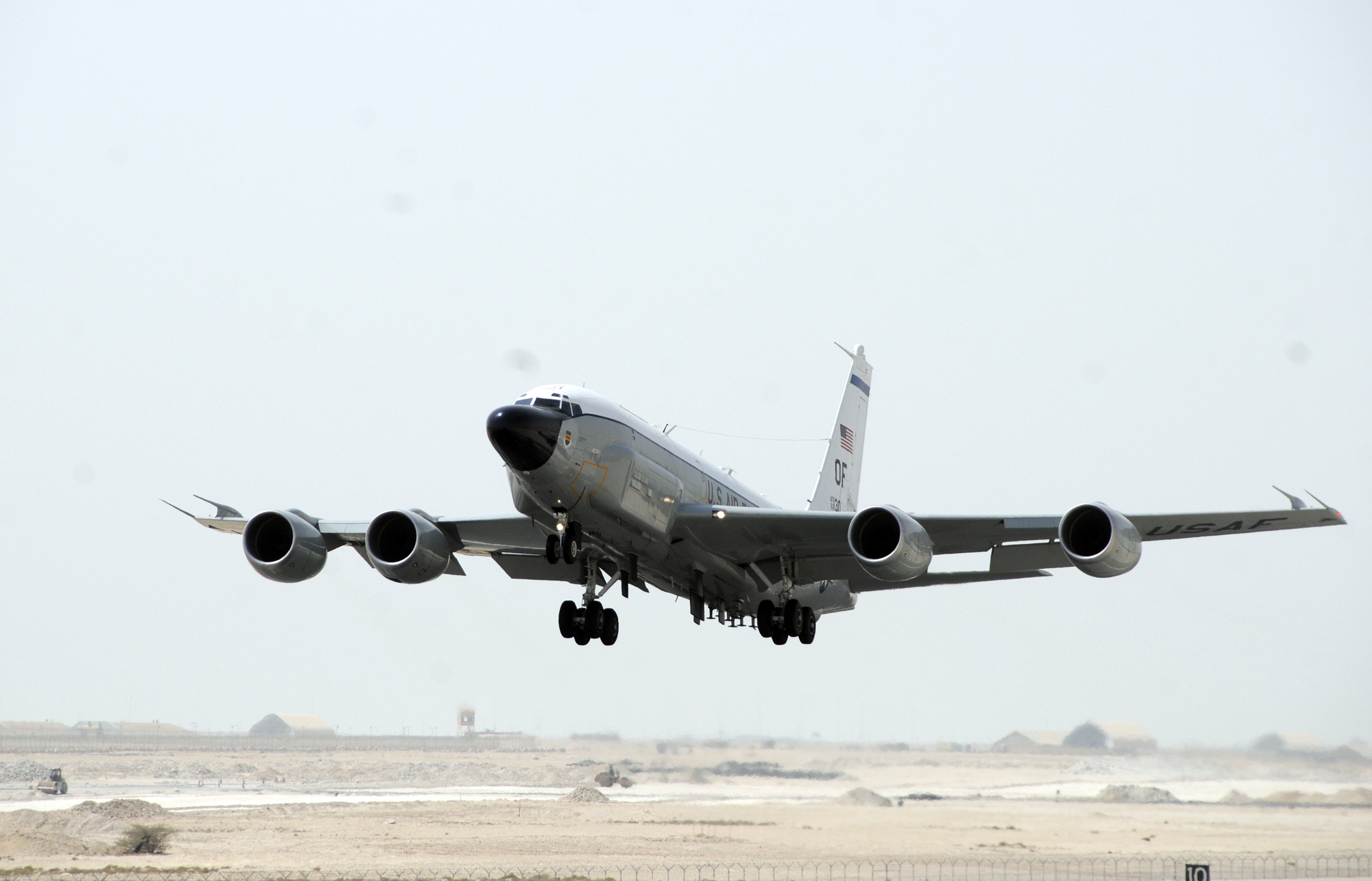
미국 공군 정찰기 보잉 RC-135W 리벳 조인트

2020년 4월 20일, 미국 공군 정찰기 RC-135W 리벳 조인트가 한반도 상공을 비행했다.
4월 21일, 미국 공군 정찰기 E-8C와 미국 해군 해상초계기 P-3C가 한반도 상공을 비행했다.
4월 22일, 민간항공추적 사이트 에어크래프트 스폿에 따르면 미국 공군 정찰기 RC-135W 리벳 조인트가 이날 서울과 경기 남부 상공 등을 비행했다.

## 김여정

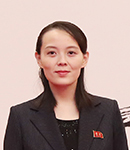
김여정

김정은 또는 서방의 의회 격인 최고인민회의 등에서 김여정을 공식적으로 후계자로 임명한 적은 없지만, 전세계 언론에서는 김여정이 이미 사실상의 후계자 지위로 상당한 활동을 한 점을 평가하면서, 김여정이 조선민주주의인민공화국의 제4대 통치자가 될 가능성이 높다고 지적한다. 물론 이견도 상당히 존재한다.
2014년 1월, 장성택이 숙청된 이후, 김여정이 그 권력을 행사했다. NK지식인연대 측은 "김여정이 54부뿐 아니라 로동당 39호실 산하 대성은행과 통일발전은행 등 국제 금융거래 기관들과 조선로동당 38호실 산하 대흥관리국·금강관리국을 관할하고 있고, 고모 김경희가 관리하던 경흥지도국과 낙원지도국 등까지 맡아 통치 자금 전반을 관리하게 됐다"고 밝혔다.
2015년 6월, 한국 정보 당국의 첩보로는, 조선민주주의인민공화국 간부와 주민들 사이에 "모든 일은 여정 동지를 통하면 된다"는 말이 나온다고 한다.
2016년 2월, 김여정이 김정은의 비서실, 서기실 실장이고 또 로동당 39호실을 관리하고 있다고 알려졌다.
2018년 2월 9일, 김여정 제1부부장이 김정은의 특사 자격으로 김정은 전용기 RPK-615편으로 인천국제공항에 도착했다. 평창동계올림픽 개막식에 참석했다. 김여정은 2018년 평창 동계올림픽에서 모습을 드러낸 후 국제무대에서 명성을 떨쳤다.
2019년 12월, 조선인민군 여성 부대에 김여정 명의의 지시가 하달되었다.
2019년 12월 28일, 평양에서 조선로동당 중앙위원회 제7기 제5차 전원회의가 열렸다. 김정은 위원장이 사망 등을 이유로 통치를 할 수 없게 될 경우 '권한을 모두 김여정에게 집중한다'는 내부 결정이 내려졌다. 조선민주주의인민공화국이 당 중앙위원회 전원회의를 이틀 이상 진행하는 것은 김일성 주석 집권 당시인 1990년 이후 처음이다. 이 회의에서 김여정은 당 제1부부장으로 임명이 되었는데, 소속이 알려지지 않았으나, 서방측의 분석에 따르면, '당 중의 당'이라는 조선로동당 조직지도부 제1부부장으로 임명된 것으로 추정된다.
2020년 2월, 조선로동당 조직지도부 리만건 부장이 해임되었다. 부장직은 현재 공석인 상태다. 서방측은 김여정이 조선로동당 조직지도부 임시 부장직을 수행중이라고 보고 있다. 김정일은 조선로동당 조직지도부 부장으로 있다가 통치자가 되었는데, 부장직을 공석으로 두고 계속 조직지도부 업무를 직접 처리했다. 제1부부장이 한국의 국정원인 국가보위성을 지휘했다. 김정은이 김정일과 비슷한 통치모델을 취한 것으로도 볼 수 있다.
2020년 3월 3일, 김여정은 돌연 자신의 명의로 '청와대의 저능한 사고방식에 경악을 표한다'면서 악담에 가까운 담화를 직접 발표해 세상을 놀라게 했다. 남한이 북한의 실탄 사격 훈련에 반대하는 성명을 발표한 것을 맹비난했는데, 김여정이 실명으로 발표한 최초의 성명이다. 한국이 놀란 것은 제1부부장이 차관급 자리라고 알고 있어서, 한국의 경우 국회의원, 검사장, 2심 재판장 등 수많은 차관들이 있어서 별로 대단한 직위가 아니기 때문에, 차관이 과연 단독 실명 명의로 청와대를 맹비난할 수 있는가 하고 놀랬다.
2020년 3월 24일 "조선로동당 내부에서 '존경하는 김여정 동지의 지시문'이 하달되고 있다"고 조선일보가 보도했다. "국내 안보 부서에서도 '김여정 지시문'의 존재를 부인하지 않았다"고 신문은 설명했다.
2020년 4월 11일, 김정은 위원장이 당 정치국회의를 직접 주재한 자리에서 조직지도부 1부부장 김여정을 정치국 후보위원에 보선했다. 김정은이 자취를 감추기 하루 전이다. 현재 조선로동당 중앙위원회 정치국 상무위원, 위원, 후보위원에는 여성이 김여정 한명 뿐이다.
2020년 4월 29일, 미국 일간 월스트리트저널(WSJ)은 차기 조선민주주의인민공화국 통치자는 김씨 일가에서 나올 것이라는 데에 의문이 없고, 그중에서도 선택지가 제한돼 있다며 김여정을 비중 있게 소개했다.
2020년 4월 29일, 국회 입법조사처는 '조선민주주의인민공화국 당 정치국 회의와 최고인민회의 제14기 제3차 회의 분석과 시사점' 보고서에서 "김여정의 지위와 역할이 '당중앙'(후계자)의 역할까지 확대되는 상황을 배제할 수 없다"고 밝혔다. 김정은이 공식 후계자 신분일 때 조선민주주의인민공화국 언론이 "존경하는" 수식어를 이름 앞에 붙였고, 통치자가 된 후에는 "경애하는" 수식어를 이름 앞에 붙였다. 조선민주주의인민공화국 언론은 현재 "존경하는" 수식어를 김여정과 리설주에게만 붙인다. "존경하는" 수식어는 후계자와 통치자의 배우자에게만 붙인다.
2020년 4월 29일, 미국 의회조사국은 김여정 로동당 제1부부장이 후계자가 될 가능성이 가장 크다고 평가했다.

## 결론
2020년 5월 2일, 조선중앙방송은 김정은 위원장이 노동절(5·1절)이었던 전날 평안남도 순천인비료공장 준공식에 참석했다고 보도했다. 그동안 우려했던 공개활동의 사진 보도가 없던 것도, 다수의 사진을 언론이 보도하면서, 사망설의 우려를 완벽하고 깨끗하게 없앴다.

## 가짜뉴스 비판
김정은 위원장이 조선민주주의인민공화국 뉴스에 동영상으로 등장하자 사망설 의혹제기를 한 태영호, 지성호 등이 가짜뉴스로 사회 혼란을 초래했다고 맹비난을 받았다.